# 혼불문학상
혼불문학상(魂─文學賞)은 소설가 최명희(崔明姬, 1947~1998)를 추모하고 그의 대표작 《혼불》의 문학적 가치와 위상을 새롭게 정립하며 한국문학을 이끌어나갈 문학인을 발굴하고자하는 취지로 전주문화방송이 2011년 제정한 대한민국의 문학상이다. 장편소설을 대상으로 하며 신인, 기성작가의 구분없이 응모가 가능하다. 상금은 7,000만 원이며, 당선작은 다산북스에서 출간한다.
혼불기념사업회에서 2001년부터 제정, 시상하는 혼불학술상, 혼불청년문학상도 통칭 혼불문학상으로 불린다.

## 역대 수상 작품
| 회차   | 연도   | 수상작가 | 작품                        | 심사위원                                       |
| 제1회  | 2011년 | 최문희   | 《난설헌》                  | 박범신, 전경린, 류보선, 하성란, 김탁환, 이병천 |
| 제2회  | 2012년 | 박정윤   | 《프린세스 바리》           | 박범신, 전경린, 하성란, 이병천, 류보선         |
| 제3회  | 2013년 | 김대현   | 《홍도》                    | 박범신, 정유정, 류보선, 이병천, 하성란, 최재봉 |
| 제4회  | 2014년 | 박혜영   | 《비밀정원》                | 황석영, 하성란, 성석제, 전경린, 이병천, 류보선 |
| 제5회  | 2015년 | 이광재   | 《나라 없는 나라》          | 현기영, 류보선, 성석제, 이병천, 하성란         |
| 제6회  | 2016년 | 박주영   | 《고요한 밤의 눈》          | 현기영, 류보선, 은희경, 이병천, 하성란         |
| 제7회  | 2017년 | 권정현   | 《칼과 혀》                 | 문순태, 김양호, 류보선, 이병천, 이경자         |
| 제8회  | 2018년 | 전혜정   | 《독재자 리아민의 다른 삶》 | 문순태, 김양호, 김영현, 이병천, 이경자         |
| 제9회  | 2019년 | 서철원   | 《최후의 만찬》             | 한승원, 김양호, 김영현, 이병천, 이경자         |
| 제10회 | 2020년 |          | 당선작 없음                 | 이경자, 김양호, 장성수, 이병천, 김선식         |
| 제11회 | 2021년 | 허태연   | 《플라멩코 추는 남자》      | 은희경, 전성태, 이기호, 편혜영, 백가흠         |

1. ↑  작가 최명희와 '혼불' 기리는 문학상 제정, 연합뉴스, 2011년 1월 13일